# Trận sông Áp Lục (1904)
Bản mẫu:Campaignbox Russo-Japanese War
Trận chiến sông Nha Lục, (tiếng Nhật: 鴨緑江会戦, Ōryokkō Kaisen) 30 tháng 4 đến 1 tháng 5 năm 1904, là một trận lục chiến lớn trong thời kỳ chiến tranh Nga-Nhật. Trận đánh này diễn ra gần Wiju (ngày nay là làng Uiju, Bắc Triều Tiên bên hạ lưu của sông Áp Lục, tại biên giới giữa Triều Tiên và Trung Quốc.